# مسیح علی‌نژاد
معصومه علی‌نژاد قُمی‌کُلایی (زادهٔ ۲۰ شهریور ۱۳۵۵) که با نام مسیح علی‌نژاد و کله‌وزوزی شناخته می‌شود، خبرنگار، روزنامه‌نگار، نویسنده، مجری تلویزیونی و فعّال حقوق زنان ایرانی-آمریکایی است. او بنیان‌گذار و طراح جنبش‌های آزادی‌های یواشکی و چهارشنبه‌های سفید با هدف آزادی حجاب و رفع حجاب اجباری در ایران است. علی‌نژاد هم‌اکنون از مجریان صدای آمریکا است.

## زندگی و فعّالیت‌های مطبوعاتی
او خبرنگاری را از سال ۱۳۸۰ با روزنامهٔ همبستگی آغاز کرد و بعد از آن با ایلنا همکاری کرد. از او در روزنامه‌های شرق، بهار، هم‌میهن و اعتماد ملی نیز نوشته‌هایی منتشر شده‌است.
علی‌نژاد در مجلس شورای اسلامی ششم و هفتم خبرنگار پارلمانی بود. او در سال ۲۰۰۵ پرداخت عیدی ده میلیون ریالی به نمایندگان مجلس را در خبرگزاری ایلنا افشا کرد که جنجال بسیار آفرید و موجب اخراج وی از مجلس و دشنام‌های (حتی جنسیِ) برخی از نمایندگان مجلس شد.
علی‌نژاد در دوران فعّالیت خود در روزنامهٔ اعتماد ملی مقاله‌ای جنجالی به نام «آواز دلفین‌ها» نوشت که در آن رفتار محمود احمدی‌نژاد را به رفتار مربیان تربیت دلفین با دلفین‌ها تشبیه کرده بود. او در این مقاله مردم رنج‌دیده‌ای که در سفرهای استانی گرد احمدی‌نژاد جمع می‌شوند تا به او نامه دهند را، همانند دلفین‌های گرسنه‌ای دانسته بود که برای ربودن لقمه‌ای غذا از دست مربی، صدا از خودشان درمی‌آورند و حرکات دلفریب نمایشی انجام می‌دهند. این نوشته که از نظر هیئت نظارت بر مطبوعات توهین به رئیس‌جمهور و ملت ایران تلقی می‌شد، منجر به عذرخواهی مهدی کروبی (مدیر مسئول روزنامه) شد. هفته‌نامهٔ تایم، دراین‌باره مقاله‌ای به نام «’مسیح‘ در برابر احمدی‌نژاد» نوشت.

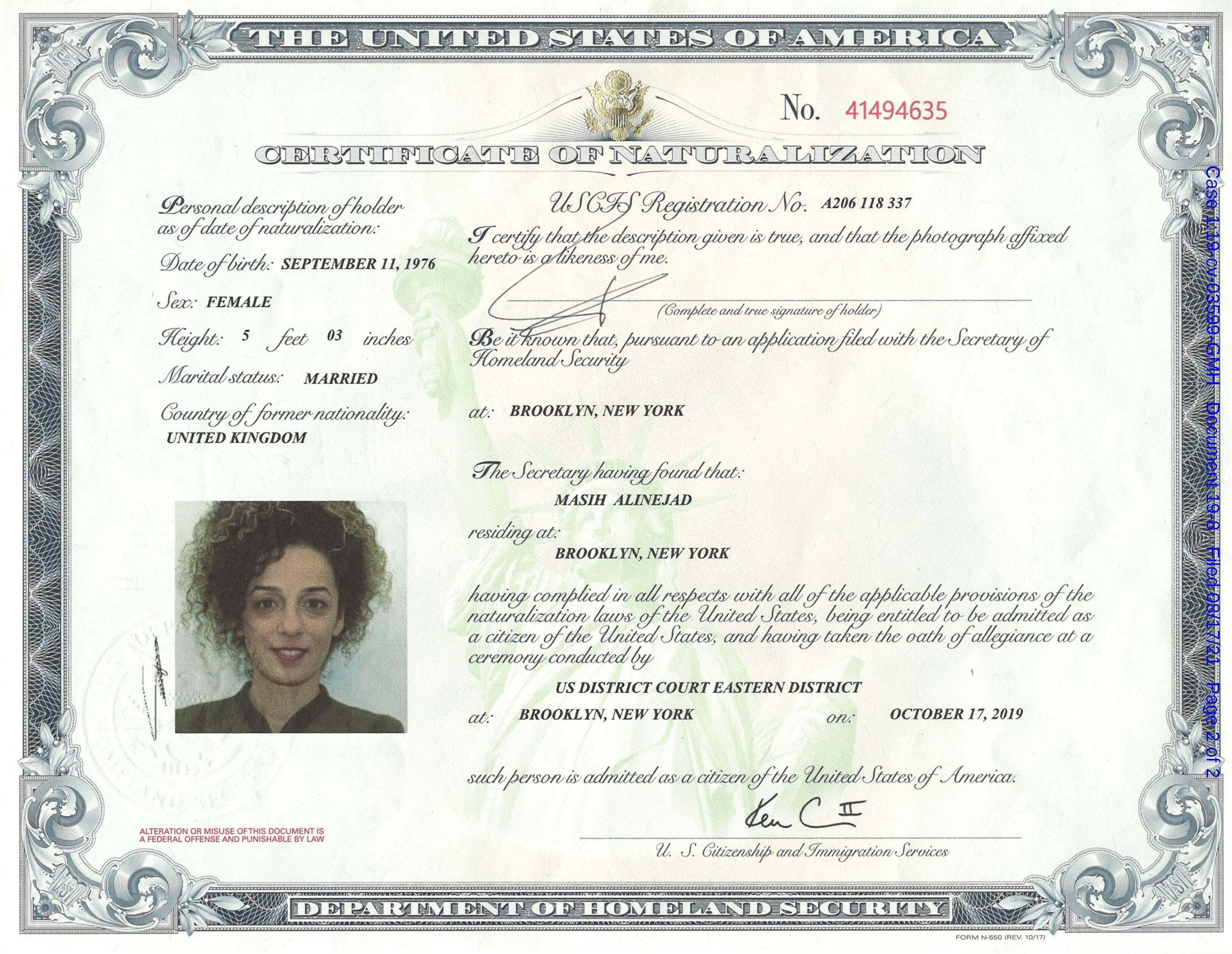
گواهی‌نامه تابعیت مسیح علی‌نژاد

در تابستان ۱۳۸۸، علی‌نژاد مدتی را در ایالات متحدهٔ آمریکا به سر برد. در مدت حضور در آمریکا، علی‌نژاد در چند جا در جمع ایرانیان معترض حاضر شد و از جمله در روز ۲۵ ژوئیهٔ ۲۰۰۹ در سان فرانسیسکو سخنرانی کرد و از جمله خطاب به حاکمیت ایران گفت «سی سال ما لرزیدیم، اینک شما بلرزید». او در ۲۹ اوت ۲۰۰۹ نیز مصاحبه‌ای با صدای آمریکا انجام داد که به‌همراه قطعاتی از کارهای ویدیویی علی‌نژاد با عنوان «یک توفان هوای تازه» پخش شد. او تلاش کرد با باراک اوباما مصاحبه کند ولی با وجودی که ویزای آمریکا به‌منظور مصاحبه با اوباما به او داده شده بود، تا زمان پایان مهلت ویزای او، موافقت دولت آمریکا با درخواست مصاحبه نهایی نشد و علی‌نژاد به انگلستان برگشت
علی‌نژاد در سال ۲۰۱۰ به‌همراه تعدادی دیگر از نویسندگان و روشنفکران ایرانی بنیاد ایران ندا را تأسیس کرد.
علی‌نژاد مجری برنامهٔ تبلتِ شبکهٔ تلویزیونی فارسی صدای آمریکا است. به‌نوشته گزارشی در سال ۲۰۲۰، او از سال ۲۰۱۵ تا زمان انتشار این گزارش، دست‌کم ۳۰۵٬۰۰۰ دلار آمریکا از حکومت آمریکا دریافت کرد.

## کنشگری

### دیدار با مقامات دولت ترامپ

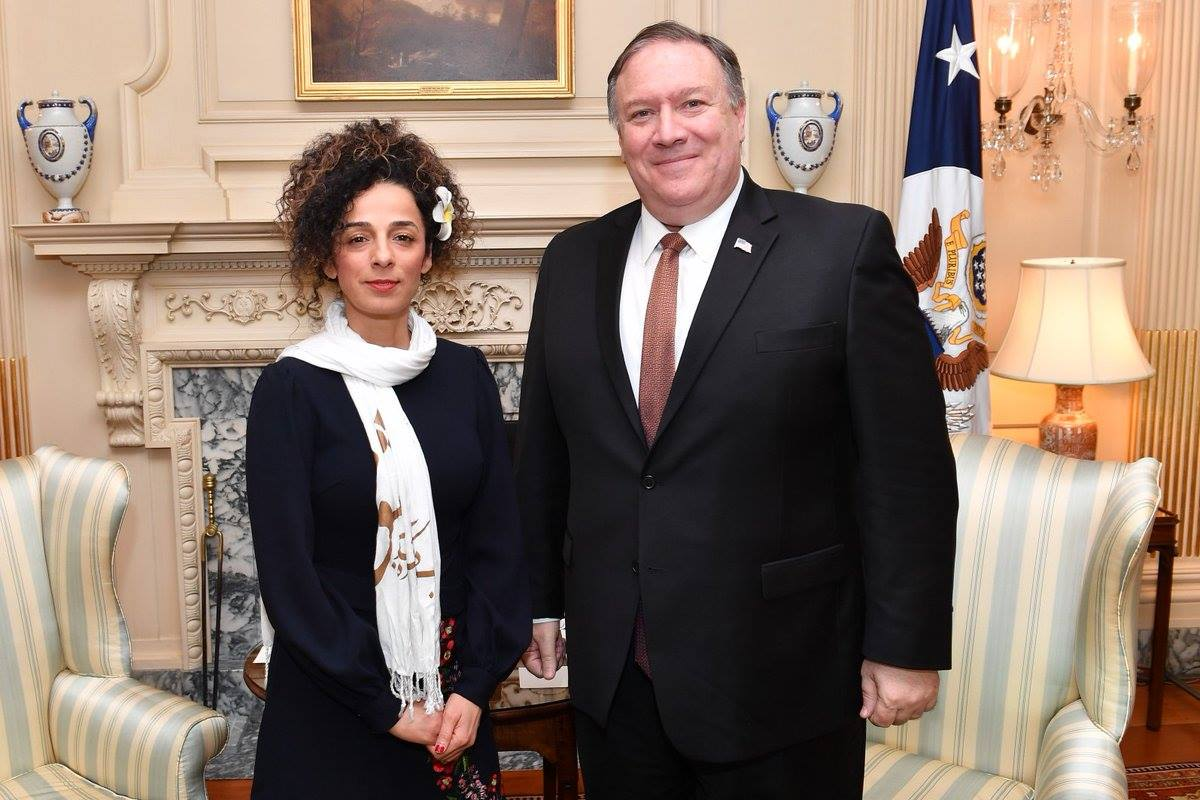
علی‌نژاد در دیدار با مایک پومپئو وزیر امور خارجهٔ ایالات متحده، ۴ فوریهٔ ۲۰۱۹

در فوریهٔ ۲۰۱۹، مسیح علی‌نژاد با مایک پمپئو، مقام ارشد دولت دونالد ترامپ دیدار کرد. رابرت پالادینو معاون سخنگوی وزارت امور خارجهٔ ایالات متحده دربارهٔ این دیدار گفت: «وزیر خارجه پمپئو از خانم علی‌نژاد برای شجاعت و فداکاری مداوم وی تشکر کرد.» علی‌نژاد گفت که آنها ۳۵ دقیقه با هم دیدار کردند و بر این ادعا تأکید کردند که «بسیاری از ایرانیان خواهان پایان جمهوری اسلامی هستند»
آزاده معاونی، روزنامه‌نگار، بیان کرد که دولت ترامپ از جنبش فمینیستی ایران سوءاستفاده کرده و به‌طور خاص از علی‌نژاد به‌عنوان یک رهبر برجسته در این تلاش نام برد.

### فشارها به خانوادهٔ علی‌نژاد و شکایت از حکومت
در مهر ماه ۱۳۹۸، مسیح علی‌نژاد ویدیویی از برادرش علی علی‌نژاد منتشر کرد که او پیش از بازداشت توسط مأموران وزارت اطلاعات برای مسیح فرستاده بود. برادرش در این ویدیو خطاب به مسیح و با زبان مازندرانی می‌گوید که پدر و مادر مسیح تا الان دو بار مورد فشار توسط مأموران وزارت اطلاعات قرار گرفته‌اند تا در صداوسیمای جمهوری اسلامی علیه وی صحبت کنند. وی همچنین به مسیح می‌گوید که حتی بعد از بازداشت او ساکت ننشیند و این موضوع را اطلاع‌رسانی کند. او پیشتر اظهار کرده بود که شاید خانواده‌شان ناچار شوند علیه او مصاحبه کنند. وی به نقل از مادرش بیان کرد که او بارها به مأموران گفته که فقط مسیح و علی در خانواده‌شان با دیگران تفاوت فکری دارند و خواهان اعادهٔ حیثیت خود در محلی زندگی‌اش است.
مسیح علی‌نژاد در سال ۲۰۱۹ از حکومت و قوه قضاییه ایران، سپاه پاسداران و رهبر این کشور به دادگاه فدرال ایالات متحده شکایت کرد. در ژوئیه ۲۰۲۳ یک دادگاه فدرال ناحیه‌ای در واشینگتن دی سی به نفع علینژاد و علیه حکومت ایران رأی داد و حکومت ایران را به پرداخت حدود ۳٫۳ میلیون دلار بابت بازداشت برادر او محکوم کرد. دادگاه مشخص نکرد این پول از کجا باید پرداخت شود. استفاده از پول‌های مسدودشده ایران در لوکزامبورگ برای پرداخت این مبلغ نیازمند احکام بیشتر و طی رویه قضایی در این کشور است. مسیح علی‌نژاد در مرداد ماه سال ۱۴۰۰ خبر داده بود که برادرش به صورت «مشروط» از زندان آزاد شده‌است.

### صفحهٔ آزادی‌های یواشکی
مسیح علی‌نژاد در اردیبهشت ۱۳۹۳ شمسی صفحهٔ آزادی یواشکی زنان در ایران را در فیس‌بوک راه‌اندازی کرد که در آن زنان ایرانی عکس‌هایی از خودشان را منتشر کرده و دربارهٔ تجربه‌هایشان از نبود آزادی پوشش برای زنان ایرانی و آرزوها و خواسته‌هایشان در این مورد حرف می‌زنند. این صفحه بیش از ۱ میلیون دنبال‌کننده دارد.
راه‌اندازی و فعّالیت در این صفحه با واکنش نهادهای حکومتی در ایران نیز مواجه شده‌است. کاظم صدیقی، امام جمعه موقّت تهران یکی از نخستین افرادی بود که به‌صورت رسمی نسبت به این صفحه واکنش نشان داده بود. او در بخشی از خطبه‌های نماز جمعه گفته بود: «گاهی در برخی از نقاط شهرها، روسری‌ها برداشته می‌شود و بی‌حجابی کامل دیده می‌شود. انواع بی‌حجابی از طریق ماهواره و اینترنت به خانه‌ها راه پیدا کرده‌است».
وحید یامین‌پور مجری صداوسیمای جمهوری اسلامی نیز در واکنش به صفحهٔ فیسبوک آزادی‌های یواشکی در صفحهٔ گوگل پلاس و فیس‌بوک خود مسیح علی‌نژاد را به فاحشه‌گری متهم و از وی به‌عنوان روسپی یاد کرد. در همین رابطه گیتی پورفاضل، وکیل دادگستری که وکالت مسیح علی‌نژاد را بر عهده گرفته‌است اعلام کرد که شکایت خود از صداوسیما و نیز از وحید یامین‌پور را در دادسرا به ثبت رسانده‌است. پورفاضل همچنین اعلام کرد که دادسرای رسانه شکایت مسیح علی‌نژاد علیه وحید یامین پور را رسیدگی نمی‌کند و این موضوع تعجّب ما را برانگیخته است.

### تلاش جمهوری اسلامی برای ربودن وی

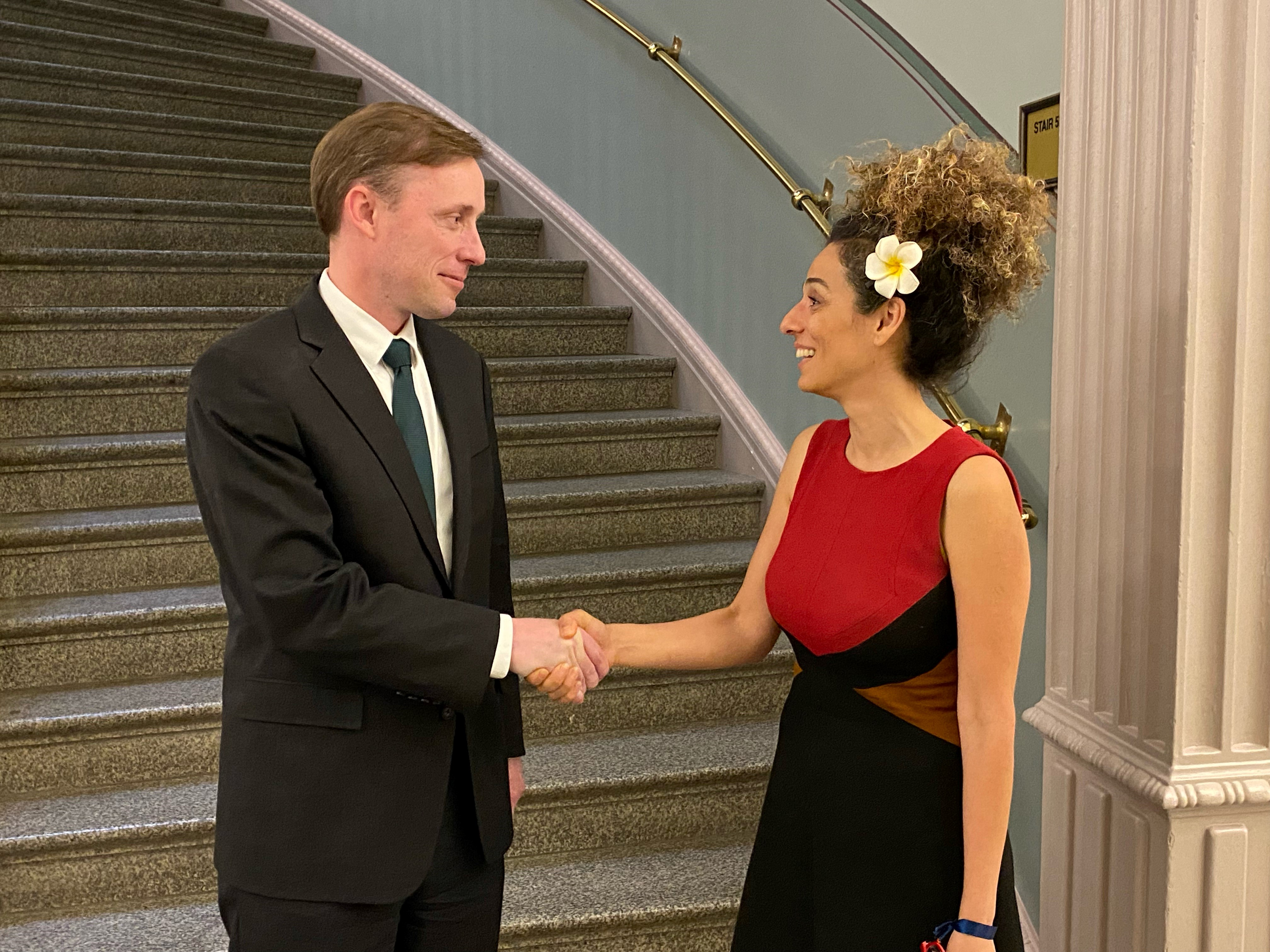
مسیح علی‌نژاد و جیک سالیوان مشاور امنیت ملی ایالات‌متحده، ژوئیه ۲۰۲۱‏

وزارت دادگستری آمریکا چهارشنبه ۲۳ تیر ۱۴۰۰، طی بیانیه‌ای اعلام کرد که عملیاتی توسط دستگاه اطلاعاتی جمهوری اسلامی ایران برای ربایش مسیح علی‌نژاد در خاک آمریکا در جریان بوده که خنثی شده‌است. در این بیانیه اعلام شد که چهار نفر از متهمان فراری بوده و یکی از آنها به اسم نیلوفر بهادری‌فر دستگیر شد و به «نقش ناخواسته‌اش» در توطئهٔ ربودن مسیح علی‌نژاد از نیویورک و بازگرداندن او به ایران اعتراف کرد.
خبرگزاری‌ها این اتفاق را پوشش گسترده دادند و اعلام کردند که قرار بوده‌است علی‌نژاد پس از ربوده شدن به ونزوئلا منتقل شده و از آنجا با هواپیما به ایران برده شود.
متهمان فراری این پرونده علیرضا شوارقی فراهانی، ۵۰ساله، محمود خاضعین، ۴۲ساله، کیا صادقی ۳۵ساله و امید نوری ۴۵ساله همگی شهروند ایران هستند که بنا به گفتهٔ دادگستری آمریکا هنوز در خاک این کشور و تحت تعقیب می‌باشند. اتهامات این افراد تلاش برای ربودن مسیح علی‌نژاد و همچنین تلاش برای نقض تحریم‌های آمریکا و توطئه برای کلاهبرداری بانکی و پولشویی اعلام شده‌است.
همچنین اعلام شد که قرار بوده‌است سه نفر دیگر از فعّالان ایرانی از کانادا و یک نفر از فعّالان ایرانی از بریتانیا ربوده و به ایران منتقل شوند. نیروهای اطلاعاتی ایران قبلاً تلاش کرده بودند مسیح علی‌نژاد را به ترکیه بکشانند و او را از آنجا بربایند که این عملیات ناموفق مانده بود.
مسیح علی‌نژاد در حساب توئیتری شخصی‌اش با تأیید این خبر از اف‌بی‌آی برای خنثی کردن این عملیات تشکر کرد.
ساعاتی پس از این اتفاق، وزارت خارجهٔ ایران اتهام ربودن مسیح علی‌نژاد را سناریوی مضحک آمریکا خواند.

### کارزار تحریم ورزشی ایران
علی‌نژاد در مهر ۱۳۹۹ ریاست کارزار «اتحاد برای نوید» را با هدف تحریم حضور ایران در میدان‌های ورزشی بین‌المللی برعهده گرفت. این کارزار که از چهره‌های سیاسی، حقوق‌بشری و ورزشی تشکیل شده خواهان این است که تیم‌های حکومت ایران که ورزشکارش را بالای دار می‌فرستد از حضور در مسابقه‌های ورزشی بین‌المللی محروم شود.
مسیح علی‌نژاد، با ارائهٔ دادخواستی به فدراسیون بین‌المللی فوتبال (فیفا) خواستار تعلیق فدراسیون فوتبال ایران و اخراج تیم ملی فوتبال ایران از جام جهانی قطر شد. در این دادخواست که با همکاری گروهی از ورزشکاران ایرانی و وکلای بین‌المللی آماده شده بود، با اشاره به محرومیت زنان ایرانی از ورود به ورزشگاه‌های کشور، فدراسیون فوتبال ایران را نهادی وابسته به تصمیمات کلان حکومت خواند که این مسئله با اصول حقوق بشر و ارزش‌ها و اساسنامهٔ فیفا به‌خصوص مواد ۳ و ۴ آن در تضاد می‌باشد. در جریان جام جهانی قطر، علی‌نژاد تیم ملی ایران را نه نماینده مردم ایران بلکه «نماینده دیکتاتوری» خواند و گفت مردم ایران از باخت این تیم مسرور می‌شوند.

### خیزش زن، زندگی، آزادی

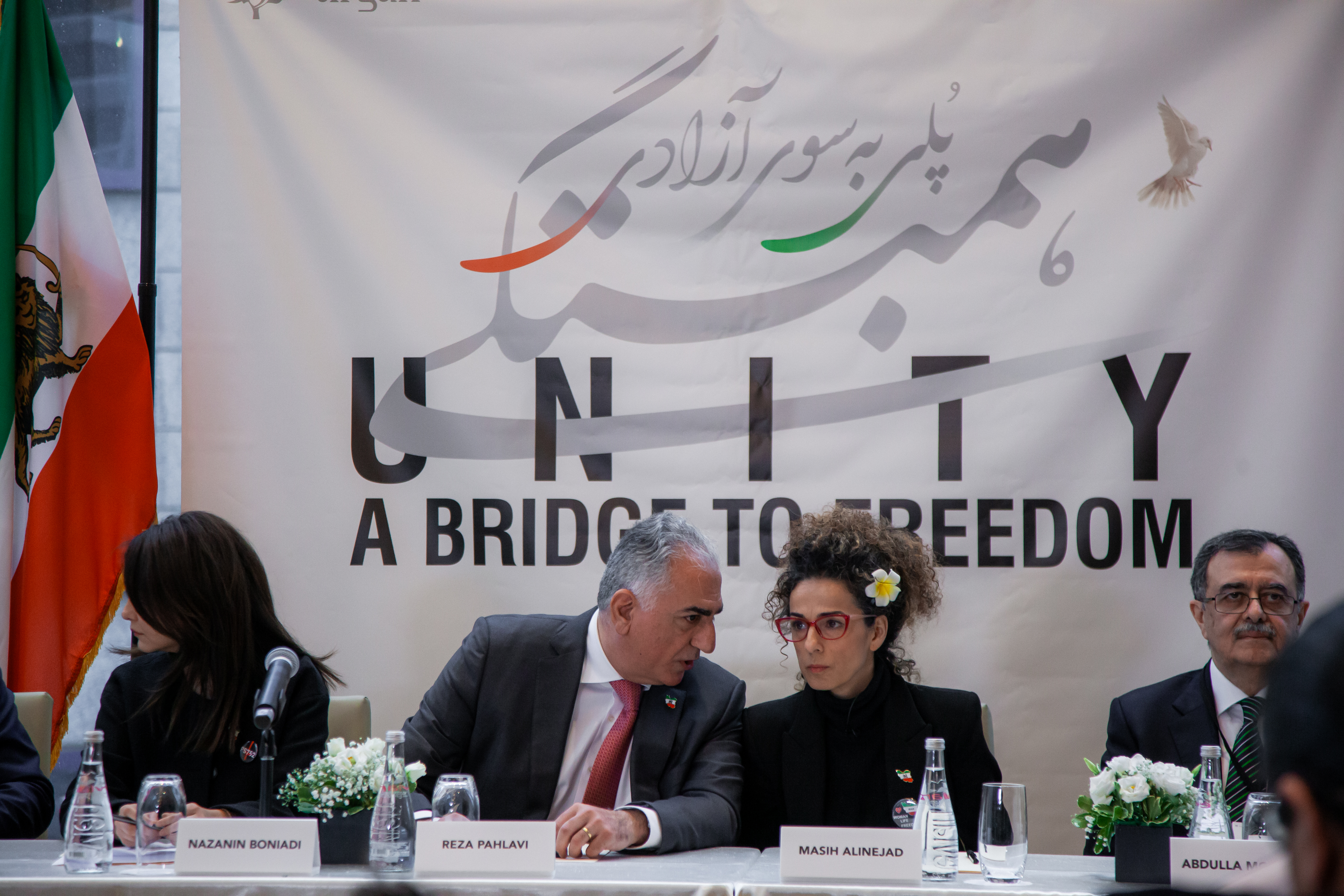
از راست: عبدالله مهتدی، علی‌نژاد و رضا پهلوی و نازنین بنیادی در مارس ۲۰۲۳

امانوئل مکرون، رئیس‌جمهوری فرانسه، روز جمعه، ۲۰ آبان ۱۴۰۱، در کاخ الیزه با مسیح علی‌نژاد و لادن برومند، فعّالان زن ایرانی، دیدار داشت. در اعلامیهٔ کاخ الیزه آمده‌است که آقای مکرون «ضمن ادای احترام به زنان ایران، آن‌ها را به‌دلیل پیشبرد انقلاب جاری، تحسین کرد». در این دیدار شیما بابایی، فعّال حقوق بشر و رؤیا پیرایی دختر مینو مجیدی هم حضور داشتند. مینو مجیدی در جریان خیزش ۱۴۰۱ ایران در کرمانشاه کشته شد و عکس منتشرشده از دخترش، رؤیا پیرایی که با گیسوان بریده بر سر مزار او ایستاده بود، از نمادهای اعتراضات اخیر در ایران شده‌است. مسیح علی‌نژاد که پیش از این دیدار جمعی، دیدار جداگانه‌ای با مکرون داشت در توییتر نوشت: «در دیدار دونفره با مکرون، رئیس‌جمهور فرانسه گفتم آنچه در ایران دارد اتفاق می‌افتد انقلاب است. فرانسه می‌تواند نخستین کشور باشد برای به رسمیت شناختن این انقلاب. به جای جمهوری اسلامی با چهره‌های اپوزیسیون در آینده دیدار کنید و اتحادیهٔ اروپا را برای پذیرش یک ایران سکولار آماده کنید.»
پس از شروع اعتراضات در رابطه با درگذشت مهسا امینی در ایران، علی‌نژاد و چند چهره دیگر اپوزیسیون ایران از جمله رضا پهلوی و حامد اسماعیلیون ائتلاف همبستگی برای آزادی ایران را در فوریه ۲۰۲۳ تشکیل دادند که همه آنها از جمله علی‌نژاد پس از مدتی از آن خارج شدند.

### توطئه های ترور
در ۲۸ ژوئیه ۲۰۲۲ (۲ بهمن ۱۴۰۰)، مردی به نام خالد مهدیف به محل زندگی علی‌نژاد در بروکلین نزدیک شد و به داخل پنجره‌ها نگاه کرد و سعی کرد درب جلو را باز کند. وی بعداً در همان روز توسط پلیس شهر نیویورک در هنگام توقف ترافیک متوقف شد. مجوز رنندگی وی به حالت تعلیق درآمده بود و وی به دلیل رانندگی بدون یکی دستگیر شد. پلیس یک چمدان را در ماشین او پیدا کرد که یک تفنگ حمله کلاشنیکف (AK-47) با شماره سریال از بین رفته بود. این تفنگ ، ساخته شده توسط Norinco ، با یک دور در محفظه و یک مجله متصل به همراه یک مجله دوم جداگانه و تقریباً 66 دور مهمات بارگیری شد. مهدیف ، که اهل یونکرز است ، از حقوق میراندا خودداری کرد و به پلیس گفت که به دنبال آپارتمان است. مهدیف ، غیرمترقبه ، داوطلب شد که او از اسلحه نمی داند و ادعا کرد که چمدان او نیست.
در ۱۱ آگوست ۲۰۲۲ (۱۹ مهر ۱۴۰۱)، مهدیف به دلیل داشتن سلاح گرم با شماره سریال از بین رفته متهم شد. در یک عقیده برای وال استریت ژورنال ، علی‌نژاد به نقل از یک مأمور ویژه دفتر تحقیقات فدرال می گوید: "این بار هدف آنها کشتن شما بود."
در تاریخ ۲۷ ژانویه سال ۲۰۲۳ (۷ بهمن ۱۴۰۱)، وزارت دادگستری ایالات متحده کیفرخواست را به اتهام مهدیف و دو مرد دیگر در یک نقشه برای ترور علی‌نژاد اعلام کرد. در سال ۲۰۲۳، نیلوفر بهادوری‌فر به جرم نقض مجازات ها به عمد محکوم شد و آگاهانه حمایت مالی را به دارایی های اطلاعاتی ایران ارائه داد ، که به نوبه خود در یک نقشه برای ربودن مسیح علی‌نژاد مشغول بودند. در اکتبر سال ۲۰۲۴ ، ژنرال ایرانی روحالله بازغندی، به همراه ۶ عامل دیگر ایرانی، در یک طرح ادعا برای کشتن علی‌نژاد متهم شد.
در نوامبر ۲۰۲۴، سه مرد دیگر در یک نقشه جداگانه توسط سپاه پاسداران متهم شدند که علی‌نژاد و رئیس جمهور منتخب دونالد ترامپ را به قتل برسانند.

## زندگی شخصی
علی‌نژاد اهل روستای قمی‌کلا در بابل مازندران است و تا نوجوانی در آنجا زیسته‌است. علی‌نژاد یک بار ازدواج کرده و از همسرش جدا شده‌است که از این ازدواج یک فرزند دارد. وی در سپتامبر سال ۲۰۱۴ با کامبیز فروهر خبرنگار ارشد بلومبرگ ازدواج کرد و اکنون ساکن نیویورک است.

## جایزه‌ها و افتخارات
- اولین جایزهٔ امید از سوی بنیاد مهدی سمسار به‌عنوان روزنامه‌نگار جوان منتخب - سال ۱۳۸۵[۶۰]
- جایزهٔ حقوق زنان از سوی «اجلاس ژنو برای دموکراسی و حقوق بشر» برای بازتاب دادن صدای زنان ایرانی و مبارزه‌شان برای حقوق بشر، آزادی‌های اساسی و برابری در صفحهٔ آزادی یواشکی زنان در ایران - سال ۱۳۹۳[۶۱][۶۲][۶۳]